# Jaca
Pour les articles homonymes, voir Jaca (homonymie).
Jaca (Chaca en aragonais) est une commune d'Espagne dans la communauté autonome d'Aragon, province de Huesca. C'est la capitale de la comarque de la Jacétanie, avec une population de 13 620 habitants (2023). Elle est située au pied des Pyrénées, sur l'axe Pau - Saragosse par le tunnel du Somport.

## Histoire
Jaca était le pays du peuple pré-romain des Iacetani ou Jacetani. Le consul romain Caton l'Ancien en fit la conquête en 195 avant J-C. Point de contrôle des routes pyrénéennes, Jaca connut la prospérité jusqu'au IIIe siècle. Au siècle suivant, l'insécurité croissante sur les routes pour les voyageurs de commerce provoqua le déclin de la ville.
La cité de Jaca fut la première capitale du royaume d'Aragon (XIIe siècle), un des points de départ de la Reconquista. Elle n'était, au début du XIe siècle, qu'un camp militaire fortifié. Mais son emplacement stratégique au pied du col du Somport, et sur le camino aragonés vers Santiago de Compostelle, chemin de pèlerinage de plus en plus fréquenté, lui donnèrent de l'importance.
Ramire Ier d'Aragon, fils du roi Sanche III de Navarre le Grand, hérita du comté de Jaca, puis des comtés de Sobrarbe et de Ribagorce, et prit le titre de roi d'Aragon en 1038. Son fils Sanche Ier obtint du pape que Jaca, sa capitale, devienne le siège de l'évêché d'Aragon. Il accorda à la ville une charte (fuero de Jaca de 1077), et ordonna la construction de la cathédrale Saint-Pierre. La reconquête de Huesca sur les musulmans en 1096 fit perdre à Jaca son rang de capitale.
Jaca resta un centre commercial, maîtresse de l'un des cinq péages sur la route Saragosse - France, et gîte d'étape majeur pour les pèlerins de Saint-Jacques-de-Compostelle.
À la fin du Moyen Âge, les épidémies, les incendies, dévastèrent Jaca. La ville ne s'en releva que sous Ferdinand le Catholique.
Pour défendre la péninsule ibérique d'une possible agression française, Philippe II fit construire des forteresses le long des Pyrénées. La citadelle pentagonale de Jaca fut conçue par l'ingénieur italien Tiburzio Spannocchi (1592) en vue de résister à des attaques d'artillerie.
Dans les années 1650, la région fut décimée par la peste apparue à Valence en 1647. La population de Jaca chuta de 42 %.
Lors de la guerre de succession d'Espagne, Jaca se rallia aux Bourbons. Vainqueur, le roi Philippe V, en remerciement, ajouta la fleur de lys aux armes de la ville de Jaca.
Lors de la guerre d'indépendance espagnole, elle fut occupée par les soldats français du 21 mars 1809 jusqu'en février 1814.
Elle connait de violents affrontements lors de la Deuxième Guerre carliste.
La Révolution de 1868, (dite La Gloriosa), contre la reine Isabelle II, vit la suppression du Séminaire, la création des "Volontaires de la Liberté" (civils s'organisant pour protéger l'ordre public contre les partisans d'Isabelle II, contre les absolutistes, et en faveur de la constitution espagnole de 1856, la "non nata" parce qu'elle ne fut jamais promulguée).
Jaca a connu au début du XXe siècle un réveil urbain et démographique, avec la démolition de ses murs médiévaux à partir de 1908. En 1928, le chemin de fer est arrivé à Canfranc, inauguré par Alphonse XIII.
En décembre 1930, le capitaine Fermín Galán lança le soulèvement de Jaca, qui prétendait déclarer la République en Espagne. Galán fut arrêté et fusillé, et il devint une figure de martyr de la Seconde République espagnole proclamée quelques mois plus tard.

## Géographie

### Localisation
Le territoire de la commune se situe au cœur du massif montagneux des Pyrénées, dans la vallée de l'Aragon, vallée parallèle à l'axe des Pyrénées, au pied du mont Oroel (ce qui en fait l'un des meilleurs endroits pour pratiquer les sports d'hiver en Espagne). Administrativement la localité se trouve au nord de l'Aragon dans la comarque de Jacétanie (au sud-est). La ville est située dans la dépression du canal de Berdún, à 818 mètres d'altitude, sur une terrasse fluvioglaciaire à la sortie de la vallée de Canfranc.

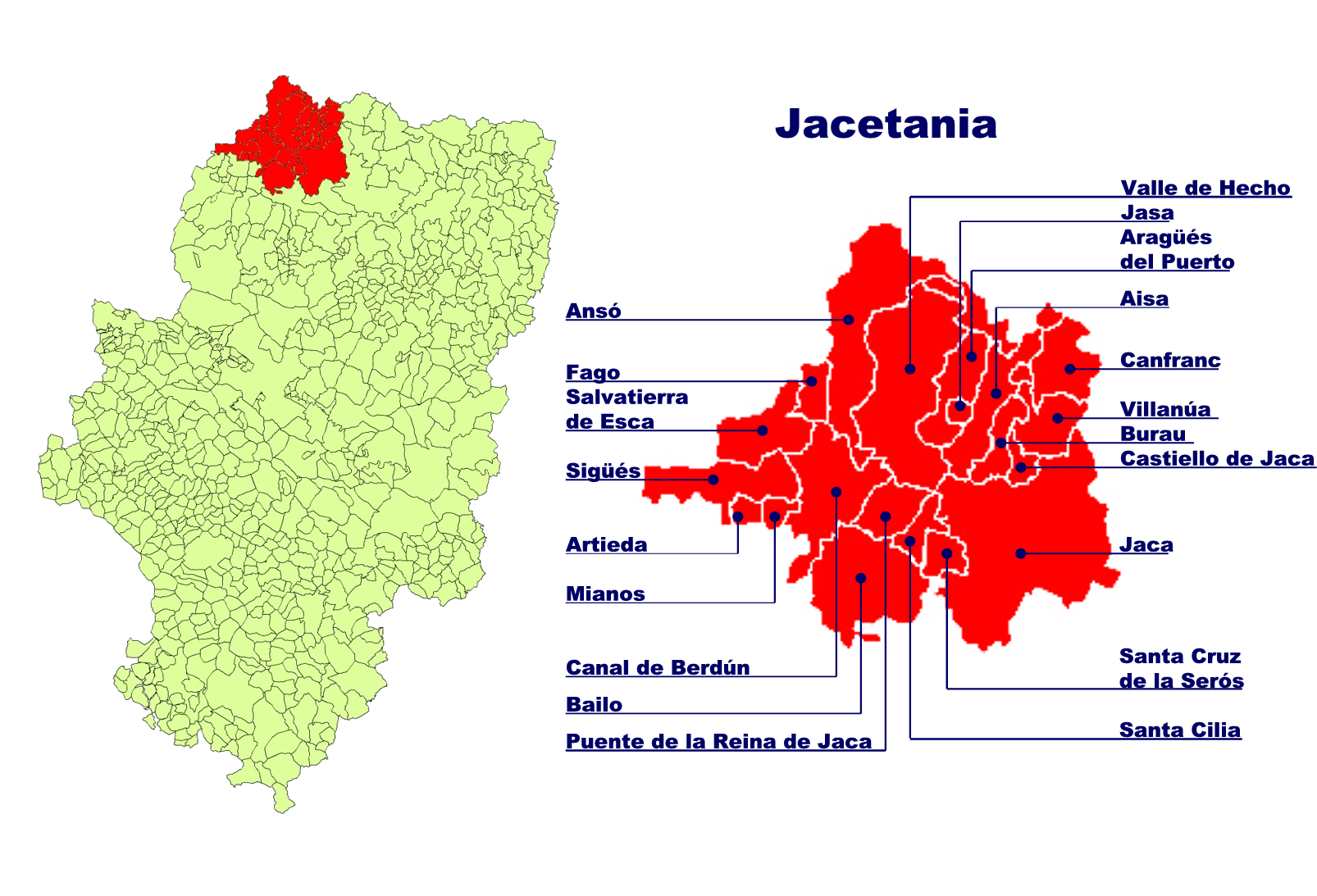
Territoire des communes en la comarque de la Jacétanie (zone rouge, reste de l'Aragon en vert clair)

| Les communes limitrophes sont Aísa, Borau, Castiello de Jaca, Villanúa, Sabiñánigo, Caldearenas, Las Peñas de Riglos, Santa Cruz de la Serós, Santa Cilia, Valle de Hecho, Canfranc, Urdos et Laruns. Les limites communales de Jaca et celles de ses communes adjacentes. | \| Valle de Hecho \| Aísa, Castiello de Jaca \| Villanúa \| \| Santa Cruz de la Serós, Santa Cilia \| Jaca \| \| \| \| \| Sabiñánigo \| |            |
| Valle de Hecho | Aísa, Castiello de Jaca | Villanúa   |
| Santa Cruz de la Serós, Santa Cilia | Jaca |            |
| | | Sabiñánigo |

## Politique et administration

### Administration municipale
| Période | Période  | Identité                   | Étiquette   | Qualité |
| ------- | -------- | -------------------------- | ----------- | ------- |
| 1979    | 1995     | Armando Abadía             | UCD puis AP |         |
| 1995    | 1999     | Pascual Rabal Petriz       | PP          |         |
| 1999    | 2011     | Enrique Villarroya Saldaña | PSOE        |         |
| 2011    | 2015     | Víctor José Barrio Sena    | PP          |         |
| 2015    | En cours | Juan Manuel Ramón Ipas     | PSOE        |         |

## Démographie
| Évolution démographique | Évolution démographique | Évolution démographique | Évolution démographique | Évolution démographique | Évolution démographique | Évolution démographique | Évolution démographique | Évolution démographique | Évolution démographique | Évolution démographique | Évolution démographique | Évolution démographique | Évolution démographique | Évolution démographique | Évolution démographique | Évolution démographique | Évolution démographique |       |       |
| 1842                    | 1857                    | 1860                    | 1877                    | 1887                    | 1897                    | 1900                    | 1910                    | 1920                    | 1930                    | 1940                    | 1950                    | 1960                    | 1970                    | 1981                    | 1991                    | 2001                    | 2007                    | 2011  | 2016  |
| ----------------------- | ----------------------- | ----------------------- | ----------------------- | ----------------------- | ----------------------- | ----------------------- | ----------------------- | ----------------------- | ----------------------- | ----------------------- | ----------------------- | ----------------------- | ----------------------- | ----------------------- | ----------------------- | ----------------------- | ----------------------- | ----- | ----- |
| 3120                    | ..                      | ..                      | 3792                    | 4262                    | 4560                    | 4821                    | 5214                    | 5593                    | 6517                    | 6292                    | 7754                    | 8208                    | 10051                   | 11076                   | 10840                   | 11398                   | 12759                   | 13299 | 12929 |

## Patrimoine

Entrée de la citadelle.

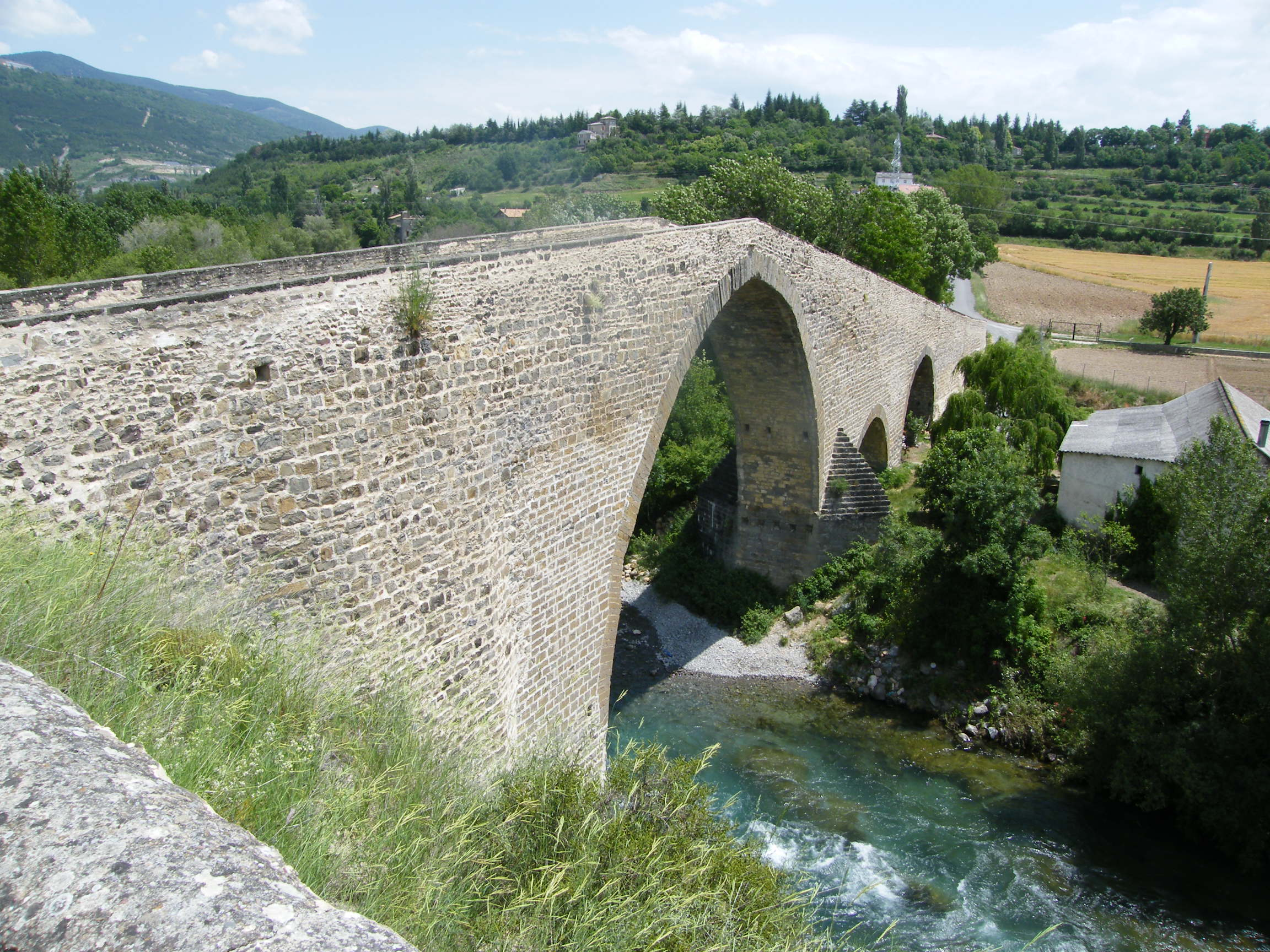
Pont San Miguel de Jaca, au-dessus du río Aragon, à Jaca.

- La cathédrale San Pedro de Jaca.  Elevée au XIe siècle, c'est la première Cathédrale romane d'Espagne. Sa décoration sculptée a inspiré les artistes romans qui ont travaillé sur tous les sanctuaires du Chemin de Saint-Jacques-de-Compostelle. A l'extérieur, on remarque les chapiteaux historiés du portique latéral sud et du portail qu'il abrite : l'accent est mis sur les drapés, dans la représentation du sacrifice d'Isaac, ou dans celle du Roi David accompagné de ses musiciens. Les voûtes gothiques de la Cathédrale, aux clés surchargées, qui ont été ajoutées au XVIe siècle, n'enlèvent rien au caractère exceptionnel de la nef et des collatéraux, très chargés pour l'époque. Les sculpteurs de la Renaissance ont décoré avec profusion les absides et les chapelles latérales, mais la coupole sur trompes, à la croisée du transept, a conservé sa primitive sobriété.
- La citadelle, appelée château de Saint-Pierre jusqu'au XIXe siècle. Elle a été édifiée sur l'ordre de Philippe II à la fin de 1592.
- Le pont San Miguel de Jaca.
- Patrimoine culturel : le Libro de la Cadena (Livre de la chaîne), manuscrit des Archives municipales de Jaca, contenant les privilèges, les statuts, le Fuero de Jaca en copie du XIIIe siècle. Avec 101 feuilles de parchemin, il couvre la période comprise entre 931 et 1324.

## Culture et traditions
- La Semaine Sainte
- La fête du premier vendredi de mai commémore la légendaire bataille des Plaines de la Victoire, dans laquelle le comte Aznar aurait repoussé l'attaque d'une armée musulmane qui cherchait à reconquérir la ville, ce que la tradition situe en 760.
- La fête patronale de Santa Orosia
- Le festival folklorique des Pyrénées les années impaires.

## Personnages célèbres

### Personnalités liées à la commune
- Georgina Rodriguez, mannequin et influenceuse argentino-espagnole, principalement connue pour être la compagne de Cristiano Ronaldo, a vécu sa jeunesse à Jaca.

### Fiction
Dans les bois éternels, roman policier de Fred Vargas, Lucio Velasco, un personnage mineur du début de l'histoire, dit au protagoniste être originaire de Jaca.

## Jumelages
- Elche (Espagne)
- Almería (Espagne)
- Oloron-Sainte-Marie (France) depuis 1986[9]

## Sport
Important lieu de sports d'hiver, Jaca a organisé le Festival olympique de la Jeunesse européenne en 2007 et a été candidate aux Jeux olympiques d'hiver de 2014.

### Arrivée duTour de France
Vainqueur d'étape :
- 1991, 12e étape Pau - Jaca :  Charly Mottet

### Arrivées duTour d'Espagne
Vainqueur d'étape :
- 1998, 12e étape Benasque - Jaca :  Gianni Bugno
- 2012, 6e étape Tarazona - Jaca :  Joaquim Rodriguez

### Arrivée du Tour d'Espagne féminin
L'ascension vers l’Alto del Fuerte Rapitán (1 105 m), au-dessus de Jaca et classée en seconde catégorie, fut à l’arrivée de la 5e étape de la Vuelta féminine 2024. L'étape fut remportée par Demi Vollering.